# صدف مته‌ای بافته
صدف مته‌ای بافته (نام علمی: Terebra nassula) نام یک گونه از سرده مته‌ای‌ها است.